# Бесплатный магазин

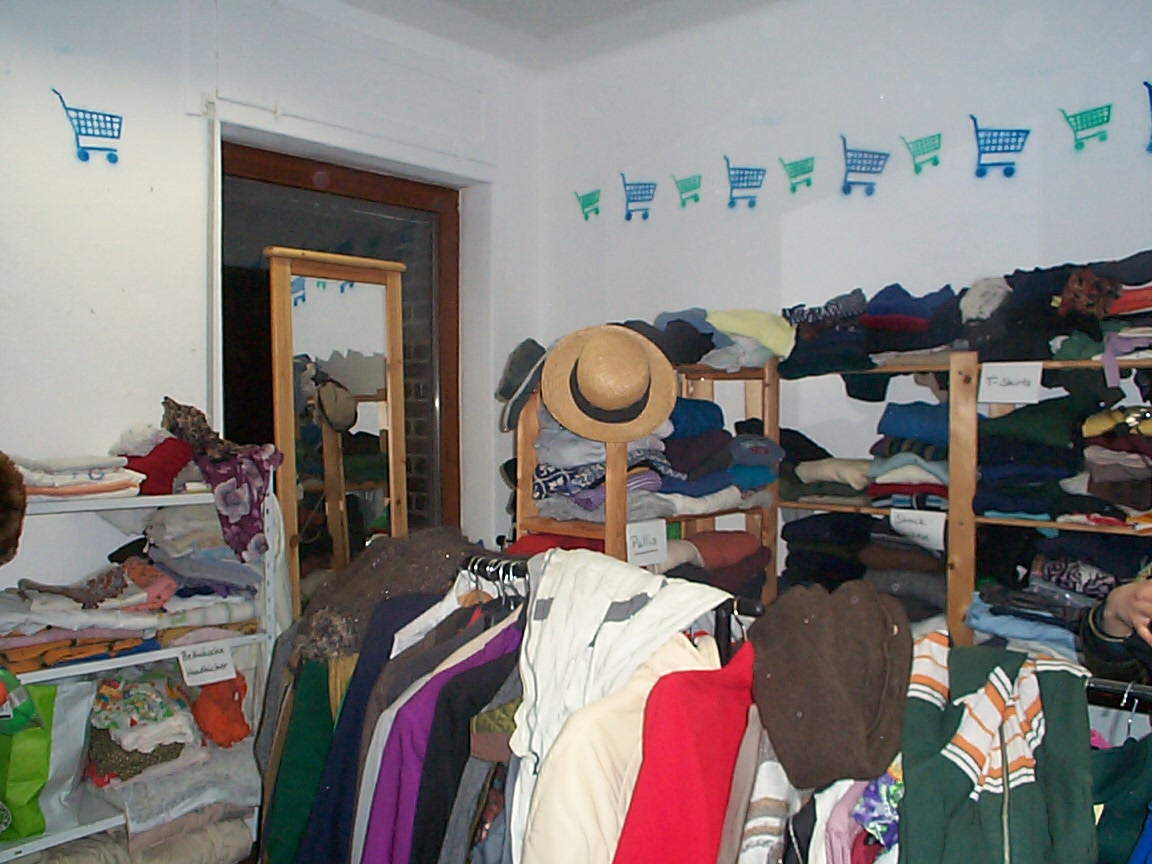
Бесплатный магазин во Фрайбурге, Германия

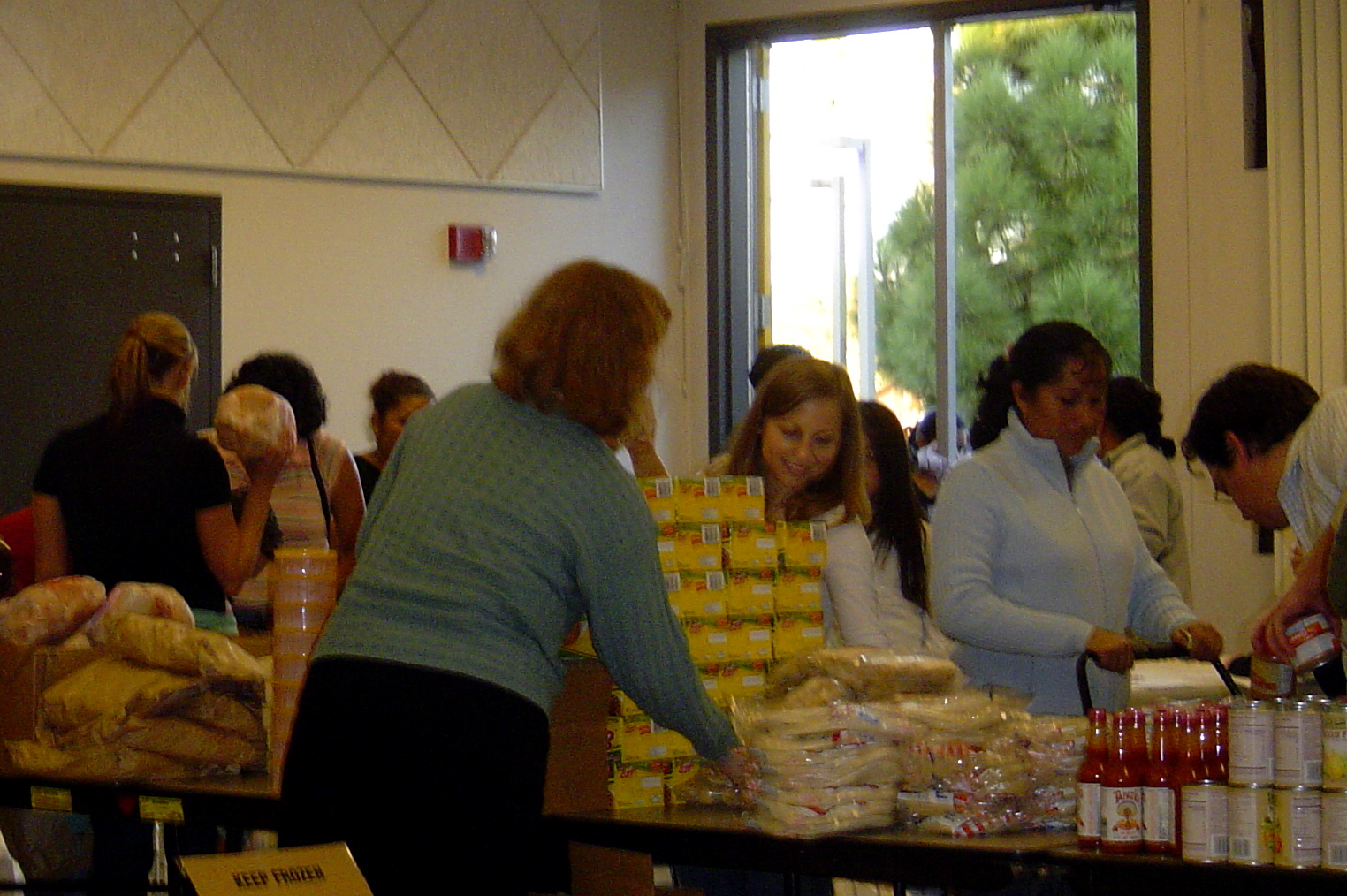
Feeding America

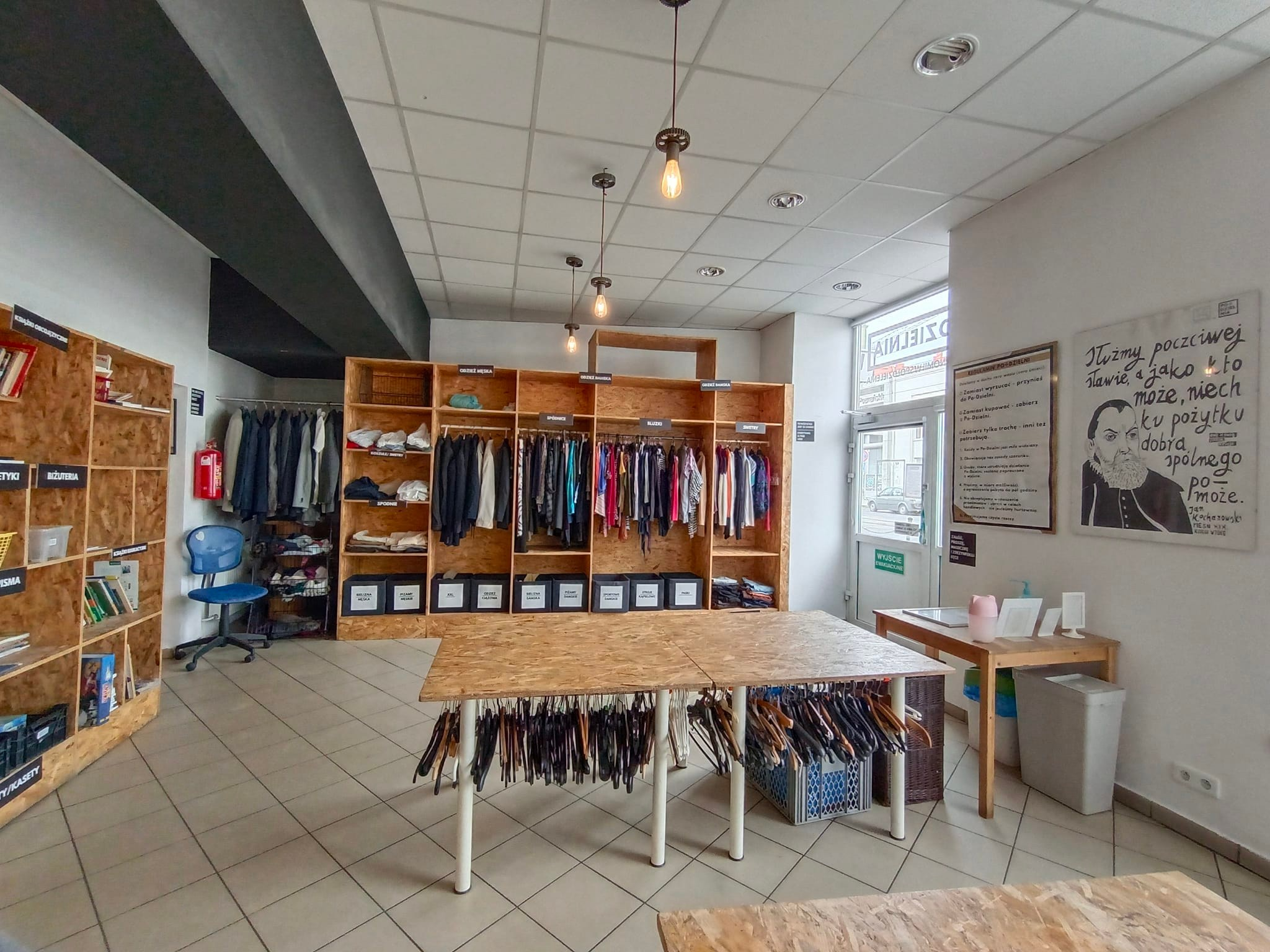
Po-Dzielnia - бесплатный магазин в Познани, открыт в 2018 году

Беспла́тные магази́ны (англ. Give-away shops, freeshops, freemarket) — магазины подержанных товаров, в которых разнообразные вещи (от книг до мебели, а также почти просроченные пищевые продукты) раздаются бесплатно всем желающим.
Большинство таких магазинов расположено в Нидерландах, Бельгии, Германии и других западноевропейских странах. Посетителями бесплатных магазинов обычно являются или малоимущие (студенты, пенсионеры, матери-одиночки), или принципиальные противники капитализма. Бесплатные магазины часто располагаются в заброшенных зданиях, занятых самовольно. Они не приносят прибыли, и работают в них добровольцы, не получая за свой труд никаких денег. Первый такой магазин был создан в Лейдене, Нидерланды, анархистской организацией Eurodusnie Collective.

## Идеология
Бесплатные магазины отражают переход от недостатка материальных благ к их изобилию. Лозунг бесплатных магазинов: «Хватает всего для нужд каждого, но не для жадности каждого» (англ. There is enough for everyone’s need, but not for everyone’s greed).

## В России
В России в г. Магнитогорске с 2011 года работает онлайн-фришоп (FREESHOP / Свободный магазин — Магнитогорск). Разместился он в группе Вконтакте. Организаторы фришопа также проводят бесплатные ярмарки раз-два в год.
Фришоп получил широкую популярность, в соцсети Вконтакте есть группы по городам (Спб, Ростов-на-Дону, Краснодар).
Сайт Дарудар также предполагает безвозмездное пользование вещами, как новыми, так и б/у, просто подарив их другому человеку, в том числе проживающему в другом городе или другой стране.
В Саратове действует бесплатный онлайн магазин Friendly при поддержке благотворительной организации "Добрые люди.START". Все желающие могут взять или отдать свои вещи, преимущественно одежду.